# Copa Xerém Sub-16 de 2018
A Copa Xerém Sub-16 de 2018, também denominada de Copa Xerém de Integração Brasil-Chile Sub-16, foi a primeira edição desta competição de categoria de base organizada pelo Fluminense Football Club.
Criado com o objetivo de preencher uma lacuna no calendário brasileiro e promover intercâmbio entre culturas, o torneio foi classificado pelo diretor esportivo da base do Fluminense, Marcelo Teixeira, como "fundamental" na preparação dos atletas. O título desta edição ficou com o Botafogo; a agremiação venceu os três jogos que disputou e obteve a condecoração após uma vitória sobre o anfitrião na última rodada, que por sua vez terminou na segunda posição. Audax Italiano e Boavista completaram a classificação. Depois do término, o coordenador técnico do Fluminense agradeceu aos adversários e disse que estava "satisfeito" com a realização do torneio.

## Participantes
Foi disputada por quatro clubes, que foram: Audax Italiano, Boavista, Botafogo e Fluminense.

## Resultados
Primeira rodada
Disputada no dia 22 de fevereiro, no CT Vale das Laranjeiras, Xerém.
| Equipe 1   | Resultado | Equipe 2       |
| ---------- | --------- | -------------- |
| Fluminense | 2–0       | Boavista-RJ    |
| Botafogo   | 2–0       | Audax Italiano |

Segunda rodada
Disputada no dia 23 de fevereiro, no CT Vale das Laranjeiras, Xerém.
| Equipe 1   | Resultado | Equipe 2       |
| ---------- | --------- | -------------- |
| Fluminense | 3–2       | Audax Italiano |
| Botafogo   | 2–1       | Boavista-RJ    |

Terceira rodada
Disputada no dia 24 de fevereiro, no CT Vale das Laranjeiras, Xerém.
| Equipe 1    | Resultado | Equipe 2       |
| ----------- | --------- | -------------- |
| Fluminense  | 0–3       | Botafogo       |
| Boavista-RJ | 1–2       | Audax Italiano |